# François Nourissier
François Nourissier (* 18. Mai 1927 in Paris; † 15. Februar 2011 ebenda) war ein französischer Schriftsteller und Literaturkritiker.

## Leben
François Nourissier veröffentlichte als Schriftsteller über 25 Werke, die teilweise autobiografisch geprägt waren und in der Tradition des psychologischen Romans standen.
Für seine Werke wurde er mehrfach ausgezeichnet und bekam für Eine französische Geschichte (Une histoire française) 1966 den Grand Prix du Roman, den seit 1918 jeden Oktober von der Académie française für einen französischsprachigen Roman vergebenen Literaturpreis. 1968 erschien Les Français mit Fotografien von Henri Cartier-Bresson und Jürg Hassler. Dieses Buch wurde 1969 von Eugen Helmlé ebenso in die deutsche Sprache übersetzt wie bereits 1968 der Roman Der Hausherr. 1970 erhielt er für La Crève den Prix Femina, 2002 den Prix mondial Cino Del Duca.
Nourissier, der bei den Internationalen Filmfestspielen von Cannes 1973 Mitglied der von Ingrid Bergman geleiteten Jury war, war außerdem zwischen 1977 und 2008 Mitglied der Académie Goncourt, die jährlich den bekanntesten französischen Literaturpreis vergibt, den Prix Goncourt.
François Nourissier, der seit 1962 mit Hélène Cécile Muhlstein, einer Nachfahrin Mayer Amschel Rothschilds, verheiratet war, starb an den Folgen der Parkinson-Krankheit.

## Auszeichnungen
- 1966 Grand Prix du Roman für Eine französische Geschichte
- 1970 Prix Femina für La Crève
- 2002 Prix mondial Cino Del Duca